# 林義 (洪武進士)
林義，福建莆田縣人，明朝政治人物、同進士出身。

## 生平
洪武二十四年（1391年），登辛未科殿試三甲第十五名，后官至工部郎中。 